# 가오슝현

가오슝 현의 위치

가오슝현(고웅현, 중국어: 高雄縣, 병음: Gāoxióng Xiàn)은 중화민국 타이완섬 남부에 있던 현이다. 2010년 12월 25일, 가오슝시에 합병되어 소멸되었다.

## 같이 보기
- 가오슝시